# Théorème de Paley-Wiener
En mathématiques, on appelle théorème de Paley-Wiener tout théorème qui relie les propriétés de décroissance à l'infini d'une fonction ou d'une distribution avec l'analyticité de sa transformée de Fourier.  Ce théorème a été ainsi nommé en hommage à Raymond Paley et Norbert Wiener. Le théorème originel n'utilise pas le langage des distributions, mais celui des  fonctions de carré intégrable.  La première formulation d'un théorème de ce type utilisant les distributions est due à Laurent Schwartz.

## Transformées de Fourier holomorphes
Le théorème de Paley-Wiener classique utilise la transformée de Fourier holomorphe dans L2(ℝ). Formellement, l'idée consiste à considérer l'intégrale correspondant à la transformée de Fourier inverse d'une fonction F de L2(ℝ) :
{\displaystyle f(\zeta )=\int _{-\infty }^{\infty }F(x){\rm {e}}^{{\rm {i}}x\zeta }~\mathrm {d} x}
pour ζ nombre complexe de partie imaginaire positive. Ensuite, on peut espérer obtenir la dérivée par différentiation sous l'intégrale pour vérifier que les équations de Cauchy-Riemann sont bien satisfaites, et ainsi que ƒ définit une fonction analytique.  Bien sûr, cette intégrale peut très bien ne pas être bien définie, même pour F ∈ L2(ℝ+). Il est donc hors de question de calculer la dérivée par différentiation sous le signe intégral. On doit donc imposer des conditions supplémentaires sur F afin que cette intégrale soit bien définie.
Pour obtenir un théorème de Paley-Wiener, l'une des conditions les plus usuelles imposée à la fonction F est qu'elle ait pour support (0,∞), ou encore que F ∈ L2(0,∞). Dans ce cas le théorème de Paley-Wiener dit que : la transformée de Fourier holomorphe de F, définie par 
{\displaystyle f(\zeta )=\int _{0}^{\infty }F(x){\rm {e}}^{{\rm {i}}x\zeta }~\mathrm {d} x}
pour ζ de partie imaginaire positive, est une fonction holomorphe. En outre, grâce au théorème de Plancherel, on a
{\displaystyle \int _{-\infty }^{\infty }|f(\xi +{\rm {i}}\eta )|^{2}~\mathrm {d} \xi \leq \int _{0}^{\infty }|F(x)|^{2}~\mathrm {d} x}
et par le théorème de convergence dominée, 
{\displaystyle \lim _{\eta \to 0^{+}}\int _{-\infty }^{\infty }|f(\xi +{\rm {i}}\eta )-f(\xi )|^{2}~\mathrm {d} \xi =0.}
Inversement, si ƒ est une fonction holomorphe dans le demi-plan des imaginaires positifs satisfaisant 
{\displaystyle \sup _{\eta >0}\int _{-\infty }^{\infty }|f(\xi +{\rm {i}}\eta )|^{2}~\mathrm {d} \xi =C<\infty }
alors il existe F ∈ L2(0,∞) telle que ƒ est la transformée de Fourier holomorphe de F.
De façon abstraite, cette version du théorème décrit de façon explicite l'espace de Hardy H2(ℝ). Le théorème dit que 
{\displaystyle {\mathcal {F}}H^{2}(\mathbb {R} )=\mathrm {L} ^{2}(\mathbb {R} ^{+}).}
Ceci est un résultat très utile car il permet de prendre la transformée de Fourier d'une fonction d'un espace de Hardy et de travailler ensuite dans l'espace très usuel L2(ℝ+) des fonctions de carré intégrable sur les réels positifs.
En imposant à F comme condition alternative que F soit à support compact, on obtient un autre théorème de Paley-Wiener. Si on suppose que le support de F est contenu dans l'intervalle [−A,A], de telle sorte que F ∈ L2(–A,A), alors la transformée de Fourier holomorphe
{\displaystyle f(\zeta )=\int _{-A}^{A}F(x){\rm {e}}^{{\rm {i}}x\zeta }~\mathrm {d} x}
est une fonction entière de type exponentiel A, ce qui veut dire qu'il y a une constante C telle que 
{\displaystyle |f(\zeta )|\leq C{\rm {e}}^{A|\zeta |},}
et de plus ƒ est de carré intégrable sur les lignes horizontales :
{\displaystyle \int _{-\infty }^{\infty }|f(\xi +{\rm {i}}\eta )|^{2}~\mathrm {d} \xi <\infty .}
Inversement, toute fonction entière exponentielle de type A et de carré intégrable sur les lignes horizontales est la transformée de Fourier holomorphe d'une fonction de L2(ℝ) à support dans [−A,A].

## Le théorème de Paley-Wiener selon Schwartz
La version du théorème de Paley-Wiener établie par Laurent Schwartz dit que la transformée de Fourier d'une distribution à support compact sur ℝn est une fonction entière sur ℂn et donne des estimations sur sa croissance à l'infini. La formulation présentée ici est due à Lars Hörmander.
Étant donné que la transformée de Fourier peut être définie pour toutes les distributions tempérées et que toute distribution à support compact est une distribution tempérée, si v est une distribution à support compact et F est une fonction indéfiniment différentiable, l'expression
{\displaystyle v(f)=v_{x}\left(f(x)\right)}
est bien définie.  Dans l'expression ci-dessus la variable x dans la notation :  {\displaystyle v_{x}{}} est une variable muette qui indique que la fonction sur laquelle la distribution agit doit être considérée comme une fonction de x.
On peut montrer que la transformée de Fourier de v est une fonction (et pas seulement une distribution tempérée) dont la valeur en s est donnée par 
{\displaystyle {\hat {v}}(s)=(2\pi )^{-n/2}v_{x}\left({\rm {e}}^{-{\rm {i}}\langle x,s\rangle }\right)}
et que cette fonction peut être étendue aux valeurs complexes de s et donc définie sur ℂn. Cette extension de la transformée de Fourier au domaine complexe est appelée la transformée de Laplace.
Énoncé de la version du théorème selon Schwartz :
- Une fonction entière F sur ℂn est la transformée de Fourier-Laplace d'une distribution v à support compact si et seulement si pour tout z ∈ ℂn,  on a :{\displaystyle |F(z)|\leq C(1+|z|)^{N}{\rm {e}}^{B|{\mathfrak {Im}}z|}}pour des constantes C, N, B.  En fait, le support de la distribution v sera contenu dans la boule fermée de centre 0 et de rayon B.

Des conditions supplémentaires sur la croissance de la fonction entière F se traduisent par  des propriétés de régularité pour la distribution v. Par exemple :
- Si pour tout réel positif N il existe une constante CN telle que pour tout z ∈ ℂn,{\displaystyle |F(z)|\leq C_{N}(1+|z|)^{-N}{\rm {e}}^{B|{\mathfrak {Im}}z|}}alors v est indéfiniment dérivable, et inversement.

Hörmander a formulé des résultats plus fins qui donnent un bon contrôle du support singulier de v.  En particulier,  soit K un sous-ensemble compact convexe de ℝn dont on définit la fonction support H par {\displaystyle \textstyle {H(x)=\sup _{y\in K}\langle x,y\rangle }}.  Alors le support singulier de v est contenu dans K si et seulement s'il existe une constante N et une suite de constantes Cm telles que 
{\displaystyle |{\hat {v}}(\zeta )|\leq C_{m}(1+|\zeta |)^{N}{\rm {e}}^{H({\mathfrak {Im}}\zeta )}}   pour   {\displaystyle {}~|{\mathfrak {Im}}\zeta |\leq m\log(|\zeta |+1)}.